# 국강현
국강현(鞠康鉉, 1967년 10월 19일 ~ )은 대한민국의 제5·6·8대 광주광역시 광산구의원이다.

## 학력
- 평동국민학교 졸업
- 평동중학교 졸업
- 광주자연과학고등학교 졸업

## 경력
- 경기도 안산 ㈜한국기계 노동조합 추진
- 민주노총 광주지역금속노동조합 위원장
- 대주파크빌 임차인 대표자 협의회 회장
- 패트리어트 기지패쇄 광산구 대책위 집행위원장
- 광주 전남지방 노동위원회 노동자위원
- 광주공항소음피해소송 광산구 주민대책위원회 위원장
- 송광중학교 학교운영위원회 위원
- 민주노동당 광주시당 광산구 위원회 위원장
- 광산구 다문화가정 자원센터 운영위원장
- 명예시민경찰 광산구지회 자문위원
- 자율방범 광산구 연합회 고문
- 사단법인 도산동 바르게 살기위원회 고문
- 광산구 다문화가정 지원센터 운영위원
- 행복한동네를 만드는 사람들 운영이사
- 광주평화통일 마라톤대회 집행위원장
- 광주공항 이전대책위원회 공동대표
- 광주광역시·전라남도 농어촌공사 운영대의원
- 도산동 우미아파트 동대표
- 2006.07 ~ 2010.06 제5대 광주광역시 광산구의회 의원
- 2006.07 ~ 2008.07 제5대 광주광역시 광산구의회 전반기 기획총무위원회 위원장
- 2006.07 ~ 2008.07 제5대 광주광역시 광산구의회 전반기 예산결산특별위원회 위원
- 2008.07 ~ 2010.06 제5대 광주광역시 광산구의회 후반기 운영위원회 위원
- 2008.07 ~ 2010.06 제5대 광주광역시 광산구의회 후반기 산업도시위원회 위원
- 2008.07 ~ 2010.06 제5대 광주광역시 광산구의회 후반기 예산결산특별위원회 위원
- 2010.07 ~ 2014.03 제6대 광주광역시 광산구의회 의원
- 2010.07 ~ 2012.07 제6대 광주광역시 광산구의회 전반기 부의장
- 2010.07 ~ 2012.07 제6대 광주광역시 광산구의회 전반기 기획총무위원회 위원
- 2010.07 ~ 2012.07 제6대 광주광역시 광산구의회 전반기 예산결산특별위원회 위원
- 2012.07 ~ 2014.03 제6대 광주광역시 광산구의회 후반기 운영위원회 위원
- 2012.07 ~ 2014.03 제6대 광주광역시 광산구의회 후반기 산업도시위원회 위원
- 2012.07 ~ 2014.03 제6대 광주광역시 광산구의회 후반기 예산결산특별위원회 위원
- 2018.07 ~ 2022.06 제8대 광주광역시 광산구의회 의원
- 2018.07 ~ 2020.07 제8대 광주광역시 광산구의회 전반기 운영위원회 위원
- 2018.07 ~ 2020.07 제8대 광주광역시 광산구의회 전반기 산업도시위원회 위원
- 2018.07 ~ 2020.07 제8대 광주광역시 광산구의회 전반기 예산결산특별위원회 위원
- 2018.09 ~ 2018.09 제8대 광주광역시 광산구의회 군공항이전및소음피해대책마련특별위원회 위원장
- 2020.07 ~ 2022.06 제8대 광주광역시 광산구의회 후반기 기획총무위원회 위원
- 2020.07 ~ 2022.06 제8대 광주광역시 광산구의회 후반기 예산결산특별위원회 위원
- 2022.07 ~ 제9대 광주광역시 광산구의회 의원

## 수상
- 2010 제7회 광주장애인인권상

## 역대 선거 결과
|  | 8.06% |

|  | 14.57% |

|  | 24.81% |

|  | 35.19% |

|  | 17.67% |

|  | 27.50% |

## 참고 자료
- 공식 블로그 보관됨 2017-03-01 - 웨이백 머신
- 국강현 - X